# Diplazium
Diplazium är ett växtsläkte med det svenska namnet ryssbräknar.
Diplazium ingår i familjen Athyriaceae (majbräkenväxter).  I Sverige finns en art, ryssbräken, Diplazium sibiricum.

## Bildgalleri

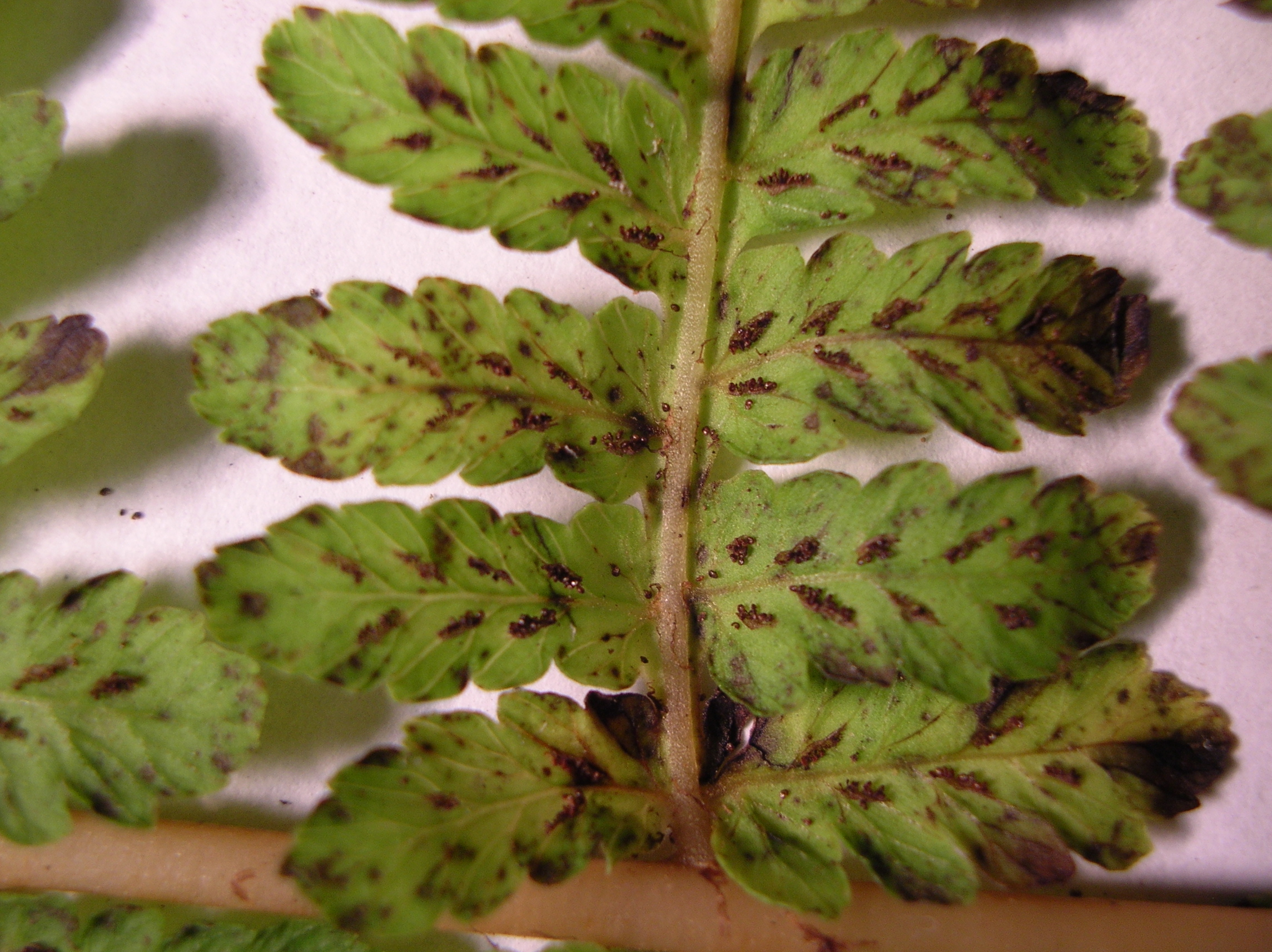
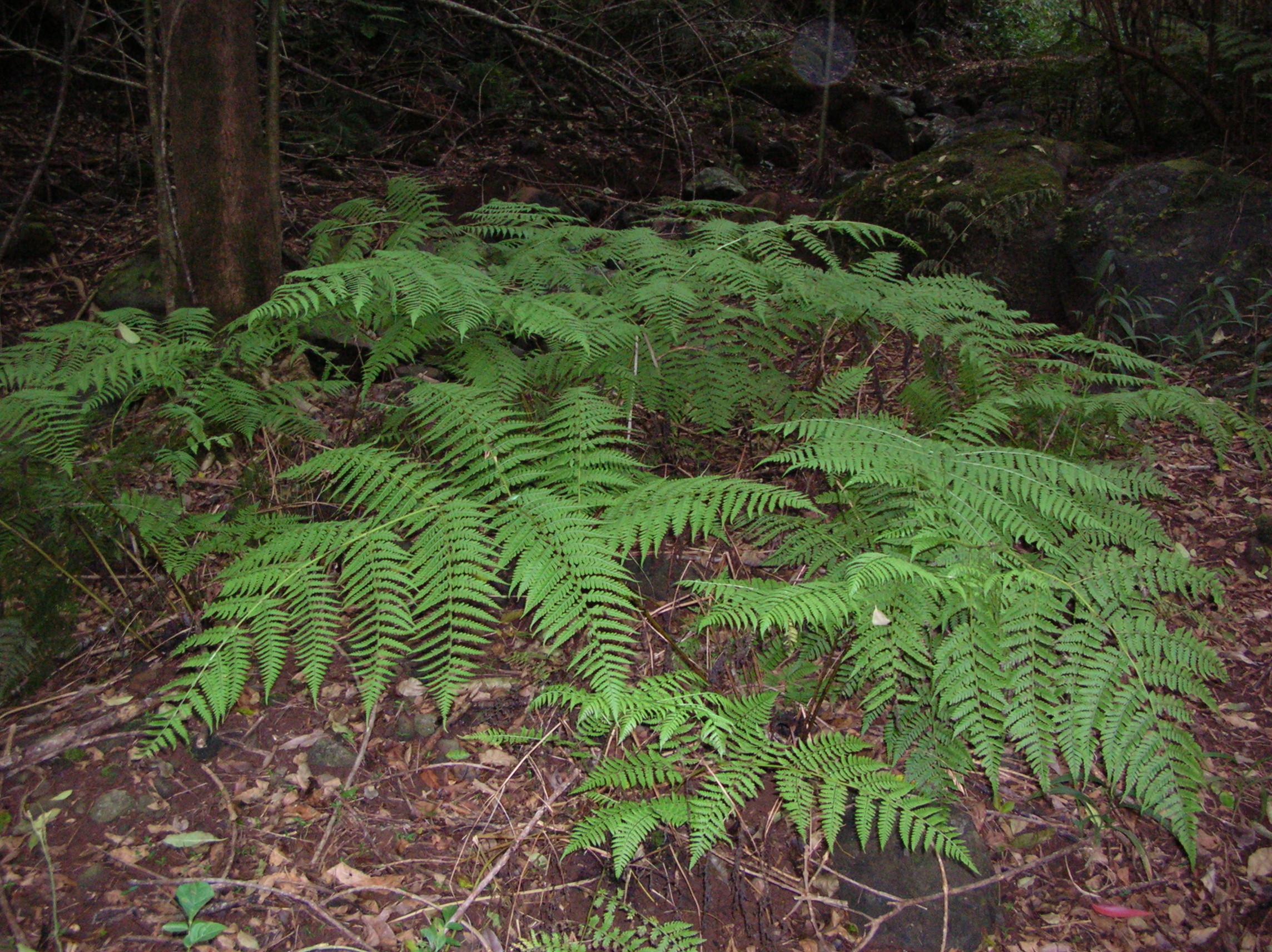
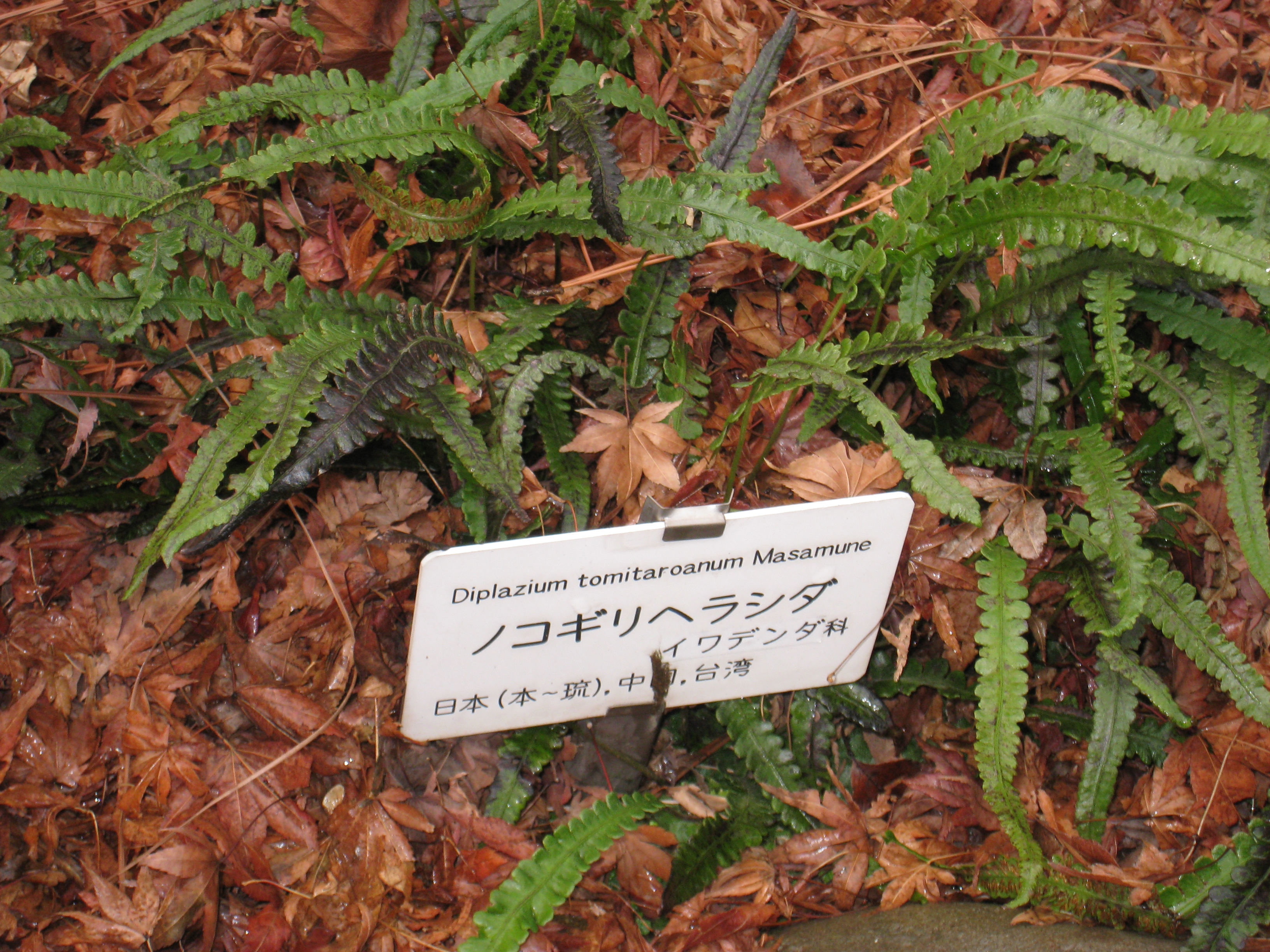
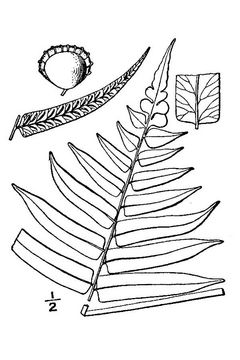

## Dottertaxa tillDiplazium, i alfabetisk ordning[1]
- Diplazium aberrans
- Diplazium acanthopus
- Diplazium acrocarpum
- Diplazium aculeatum
- Diplazium aemulum
- Diplazium aequibasale
- Diplazium alatum
- Diplazium albidosquamatum
- Diplazium alienum
- Diplazium alsophilum
- Diplazium altissimum
- Diplazium ambiguum
- Diplazium andapense
- Diplazium andicola
- Diplazium andinum
- Diplazium angulosum
- Diplazium angustatum
- Diplazium angustipinna
- Diplazium angustisquamatum
- Diplazium antioquiense
- Diplazium apatelium
- Diplazium aphanoneuron
- Diplazium apollinaris
- Diplazium arayae
- Diplazium arborescens
- Diplazium armatum
- Diplazium arnottii
- Diplazium asperulum
- Diplazium assimile
- Diplazium asterothrix
- Diplazium asymmetricum
- Diplazium atirrense
- Diplazium atratum
- Diplazium atropurpureum
- Diplazium atrosquamosum
- Diplazium australe
- Diplazium austrosylvaticum
- Diplazium avitaguense
- Diplazium baishanzuense
- Diplazium balliviani
- Diplazium bantamense
- Diplazium barbatum
- Diplazium barisanicum
- Diplazium basahense
- Diplazium batuayauense
- Diplazium beddomei
- Diplazium bellum
- Diplazium betimusense
- Diplazium bicolor
- Diplazium biolleyi
- Diplazium bipinnatum
- Diplazium birgeri
- Diplazium bittyuense
- Diplazium bogotense
- Diplazium bolivianum
- Diplazium bolsteri
- Diplazium bombonasae
- Diplazium bostockii
- Diplazium brachylobum
- Diplazium brachysoroides
- Diplazium brausei
- Diplazium brevipes
- Diplazium brooksii
- Diplazium buchtienii
- Diplazium burmanicum
- Diplazium calliphyllum
- Diplazium calogrammoides
- Diplazium calogrammum
- Diplazium caracasanum
- Diplazium cariomorphum
- Diplazium carnosum
- Diplazium caudatum
- Diplazium celtidifolium
- Diplazium centripetale
- Diplazium ceramicum
- Diplazium ceratolepis
- Diplazium changjiangense
- Diplazium chattagramicum
- Diplazium chimboanum
- Diplazium chimborazense
- Diplazium chimuense
- Diplazium chinense
- Diplazium chiriquense
- Diplazium chocoense
- Diplazium christii
- Diplazium ciliatum
- Diplazium cominsii
- Diplazium condorense
- Diplazium consacense
- Diplazium conterminum
- Diplazium corderoi
- Diplazium cordifolium
- Diplazium costale
- Diplazium costulisorum
- Diplazium crameri
- Diplazium crassiusculum
- Diplazium crenatoserratum
- Diplazium crinitum
- Diplazium cristatum
- Diplazium croatianum
- Diplazium cultratum
- Diplazium cultrifolium
- Diplazium cumingii
- Diplazium cuneifolium
- Diplazium curtisii
- Diplazium cyatheifolium
- Diplazium dameriae
- Diplazium davaoense
- Diplazium decompositum
- Diplazium decrescens
- Diplazium deltoideum
- Diplazium densisquamatum
- Diplazium dielsii
- Diplazium dietrichianum
- Diplazium dilatatum
- Diplazium dinghushanicum
- Diplazium diplazioides
- Diplazium divergens
- Diplazium divisissimum
- Diplazium doederleinii
- Diplazium dolichosorum
- Diplazium donianum
- Diplazium donnell-smithii
- Diplazium drepanolobium
- Diplazium dulongjiangense
- Diplazium dushanense
- Diplazium echinatum
- Diplazium egenolfioides
- Diplazium elatum
- Diplazium ellipticum
- Diplazium errans
- Diplazium esculentoides
- Diplazium esculentum
- Diplazium expansum
- Diplazium fadyenii
- Diplazium falcinellum
- Diplazium filamentosum
- Diplazium fimbriatum
- Diplazium flexuosum
- Diplazium forbesii
- Diplazium forrestii
- Diplazium fosbergii
- Diplazium franconis
- Diplazium fraxinifolium
- Diplazium fructuosum
- Diplazium fuenzalidae
- Diplazium fuertesii
- Diplazium fuliginosum
- Diplazium furculicolum
- Diplazium fuscum
- Diplazium geophilum
- Diplazium giganteum
- Diplazium gillespiei
- Diplazium glingense
- Diplazium godmanii
- Diplazium gomezianum
- Diplazium gracilescens
- Diplazium grandifolium
- Diplazium grashoffii
- Diplazium griffithii
- Diplazium hachijoense
- Diplazium hainanense
- Diplazium halimunense
- Diplazium hammelianum
- Diplazium harpeodes
- Diplazium hellwigii
- Diplazium herbaceum
- Diplazium heterocarpum
- Diplazium hewittii
- Diplazium hians
- Diplazium hieronymi
- Diplazium himalayense
- Diplazium hirtipes
- Diplazium hirtisquama
- Diplazium hottae
- Diplazium humbertii
- Diplazium hutohanum
- Diplazium huttonii
- Diplazium hyalinum
- Diplazium hybridum
- Diplazium hymenodes
- Diplazium immensum
- Diplazium incomptum
- Diplazium ingens
- Diplazium insigne
- Diplazium irigense
- Diplazium japono-mettenianum
- Diplazium jaraguae
- Diplazium jinfoshanicola
- Diplazium jinpingense
- Diplazium kansuense
- Diplazium kappanense
- Diplazium kashmirianum
- Diplazium kawabatae
- Diplazium kawakamii
- Diplazium kidoi
- Diplazium kunstleri
- Diplazium laevipes
- Diplazium laffanianum
- Diplazium lanceolatum
- Diplazium lastii
- Diplazium latifolium
- Diplazium latifrons
- Diplazium latilobum
- Diplazium latipinnulum
- Diplazium latisectum
- Diplazium latisquamatum
- Diplazium laxifrons
- Diplazium lechleri
- Diplazium legalloi
- Diplazium lellingeri
- Diplazium leptocarpon
- Diplazium leptogrammoides
- Diplazium leptophyllum
- Diplazium lherminieri
- Diplazium lilloi
- Diplazium lindbergii
- Diplazium lobatum
- Diplazium lobbianum
- Diplazium lobulosum
- Diplazium loerzingii
- Diplazium lomariaceum
- Diplazium lonchophyllum
- Diplazium longicarpum
- Diplazium longipes
- Diplazium longisorum
- Diplazium macrodictyon
- Diplazium macrophyllum
- Diplazium magnificum
- Diplazium magolukui
- Diplazium malaccense
- Diplazium mamberamense
- Diplazium maonense
- Diplazium mapiriense
- Diplazium marojejyense
- Diplazium matangense
- Diplazium matthewii
- Diplazium mattogrossense
- Diplazium maximum
- Diplazium medogense
- Diplazium megaphyllum
- Diplazium megasegmentum
- Diplazium megasimplicifolium
- Diplazium megistophyllum
- Diplazium meijeri
- Diplazium melanocaulon
- Diplazium melanochlamys
- Diplazium melanolepis
- Diplazium melanopodium
- Diplazium melanosorum
- Diplazium mesocarpum
- Diplazium metcalfii
- Diplazium mettenianum
- Diplazium mickelii
- Diplazium microphyllum
- Diplazium mildei
- Diplazium mixtum
- Diplazium moccennianum
- Diplazium mollifrons
- Diplazium molokaiense
- Diplazium moluccanum
- Diplazium montediabloense
- Diplazium moranii
- Diplazium moritzianum
- Diplazium morogorense
- Diplazium moultonii
- Diplazium multicaudatum
- Diplazium multigemmatum
- Diplazium muricatum
- Diplazium mutabile
- Diplazium mutilum
- Diplazium myriopterum
- Diplazium nanchuanicum
- Diplazium naumannii
- Diplazium navarrense
- Diplazium navarretei
- Diplazium neglectum
- Diplazium nelsonianum
- Diplazium nemorale
- Diplazium neobirii
- Diplazium nervosum
- Diplazium nicotianifolium
- Diplazium nigropaleaceum
- Diplazium nigrosquamosum
- Diplazium nipponicolum
- Diplazium nitens
- Diplazium novoguineense
- Diplazium nymanii
- Diplazium oblongifolium
- Diplazium obscurum
- Diplazium oellgaardii
- Diplazium okinawaense
- Diplazium okudairai
- Diplazium okudairaioides
- Diplazium oligosorum
- Diplazium opacifolium
- Diplazium ordinatum
- Diplazium oreophilum
- Diplazium ottonis
- Diplazium owaseanum
- Diplazium ovatum
- Diplazium pactile
- Diplazium palaviense
- Diplazium pallidum
- Diplazium palmense
- Diplazium panamense
- Diplazium paradoxum
- Diplazium parallelivenium
- Diplazium paucijugum
- Diplazium paucipinnum
- Diplazium pectinatum
- Diplazium pedatum
- Diplazium pedicellatum
- Diplazium permirabile
- Diplazium perrotetii
- Diplazium petelotii
- Diplazium petiolare
- Diplazium petiolulatum
- Diplazium petri
- Diplazium pinatubicum
- Diplazium pinfaense
- Diplazium pinnatifidopinnatum
- Diplazium pinnatifidum
- Diplazium plantaginifolium
- Diplazium platychlamys
- Diplazium poiense
- Diplazium polyanthes
- Diplazium polycarpum
- Diplazium polypodioides
- Diplazium ponapense
- Diplazium popayanense
- Diplazium porphyrorachis
- Diplazium portugesense
- Diplazium praestans
- Diplazium prionophyllum
- Diplazium procumbens
- Diplazium profluens
- Diplazium proliferum
- Diplazium prolixum
- Diplazium prolongatum
- Diplazium prominulum
- Diplazium propinquum
- Diplazium protensum
- Diplazium pseudocyatheifolium
- Diplazium pseudodoederleinii
- Diplazium pseudoporrectum
- Diplazium pseudosetigerum
- Diplazium pseudoshepherdioides
- Diplazium pseudosylvaticum
- Diplazium puberulentum
- Diplazium pulicosum
- Diplazium pullingeri
- Diplazium quadrangulatum
- Diplazium queenslandicum
- Diplazium rapense
- Diplazium remotum
- Diplazium rhoifolium
- Diplazium ribae
- Diplazium riedelianum
- Diplazium riparium
- Diplazium rivale
- Diplazium roemerianum
- Diplazium roraimense
- Diplazium rosenstockii
- Diplazium rostratum
- Diplazium roxburghii
- Diplazium rubricaule
- Diplazium sammatii
- Diplazium sanctae-rosae
- Diplazium sancti-johannis
- Diplazium sanderi
- Diplazium sandwichianum
- Diplazium santanderense
- Diplazium schkuhrii
- Diplazium schlechteri
- Diplazium schraderi
- Diplazium schultzei
- Diplazium scotinum
- Diplazium sechellarum
- Diplazium seemannii
- Diplazium serratifolium
- Diplazium serrulatum
- Diplazium shepherdioides
- Diplazium siamense
- Diplazium sibiricum
- Diplazium sibuyanense
- Diplazium sikkimense
- Diplazium silvestre
- Diplazium simile
- Diplazium simplicivenium
- Diplazium skutchii
- Diplazium solanderi
- Diplazium solutum
- Diplazium sorzogonense
- Diplazium speciosum
- Diplazium spectabile
- Diplazium spiniferum
- Diplazium spinulosum
- Diplazium splendens
- Diplazium sprucei
- Diplazium squamigerum
- Diplazium squamuligerum
- Diplazium squarrosum
- Diplazium stellatopilosum
- Diplazium stenochlamys
- Diplazium stenolepis
- Diplazium stipitipinnula
- Diplazium stokeyae
- Diplazium stoliczkae
- Diplazium striatastrum
- Diplazium striatum
- Diplazium stuebelianum
- Diplazium stuebelii
- Diplazium subalatum
- Diplazium subalternisegmentum
- Diplazium subdilatatum
- Diplazium subintegrum
- Diplazium subobliquatum
- Diplazium subobtusum
- Diplazium subpolypodioides
- Diplazium subquadripinnatum
- Diplazium subscabrum
- Diplazium subserratum
- Diplazium subsilvaticum
- Diplazium subspectabile
- Diplazium subtripinnatum
- Diplazium subvirescens
- Diplazium succulentum
- Diplazium supranitens
- Diplazium sylvaticum
- Diplazium symmetricum
- Diplazium tabacinum
- Diplazium tabalosense
- Diplazium tablazianum
- Diplazium taiwanense
- Diplazium takamiyae
- Diplazium takii
- Diplazium tamandarei
- Diplazium taquetii
- Diplazium taylorianum
- Diplazium tenuifolium
- Diplazium ternatum
- Diplazium tertium-maximale
- Diplazium tetsu-yamanakae
- Diplazium tibeticum
- Diplazium tomentellum
- Diplazium tomentosum
- Diplazium toriianum
- Diplazium travancoricum
- Diplazium trianae
- Diplazium tricholepis
- Diplazium truncatilobum
- Diplazium tungurahuae
- Diplazium turgidum
- Diplazium turubalense
- Diplazium tutense
- Diplazium ulugurense
- Diplazium uncidens
- Diplazium unilobum
- Diplazium urbanii
- Diplazium urticifolium
- Diplazium wahauense
- Diplazium wallichianum
- Diplazium wallisii
- Diplazium wangii
- Diplazium vanvuurenii
- Diplazium vastum
- Diplazium wattsii
- Diplazium weinlandii
- Diplazium velaminosum
- Diplazium velutinum
- Diplazium welwitschii
- Diplazium wendtii
- Diplazium venulosum
- Diplazium verapax
- Diplazium werckleanum
- Diplazium vesiculosum
- Diplazium vestitum
- Diplazium wheeleri
- Diplazium whitfordii
- Diplazium wichurae
- Diplazium williamsii
- Diplazium wilsonii
- Diplazium virescens
- Diplazium viridescens
- Diplazium viridissimum
- Diplazium wolfii
- Diplazium xiphophyllum
- Diplazium yakumontanum
- Diplazium yaoshanense
- Diplazium yungense
- Diplazium yuyoense
- Diplazium zakamenense
- Diplazium zanzibaricum